# Bucynthia
Bucynthia is een kevergeslacht uit de familie van de boktorren (Cerambycidae). De wetenschappelijke naam van het geslacht werd voor het eerst geldig gepubliceerd in 1866 door Pascoe.

## Soorten
Bucynthia omvat de volgende soorten:
- Bucynthia ochrescens Breuning, 1980
- Bucynthia spiloptera (Pascoe, 1863)